# Zaviralec holin-esteraz
Zavirálec holín-esteráz, inhibítor holín-esteráz ali ántiholinesteráza je učinkovina oziroma zdravilo iz skupine parasimpatomimetikov, ki reverzibilno (npr. karbamati) ali ireverzibilno (npr. organofosfati) zavira holin-esteraze in zvišuje koncentracijo acetilholina v sinapsah. Zaviralci holin-esteraz zavirajo hidrolizo holinovih estrov s holin-esterazami, vključno z acetilholin-esterazo. Podskupino učinkovin, ki selektivno zavirajo le acetilholin-esteraze, imenujemo tudi zaviralci acetilholin-esteraz. V naravi se pojavljajo kot sestavina nekaterih naravnih strupov, uporabljajo se pa kot kemično orožje, ki deluje kot živčni strup, kot insekticidi ter v medicini za zdravljenje različnih bolezni, na primer misastenije gravis ali glavkoma.

## Razdelitev in predstavniki
Zaviralce acetilholinesteraze lahko razdelimo med reverzibilne in ireverzibilne:
- reverzibilni zaviralci acetilholinesteraze:
  - karbamati:
    - fizostigmin
    - neostigmin
    - piridostigmin
    - ambenonium
    - demekarium
    - rivastigmin

  - kvazireverzibilni karbamati:
    - aldikarb (insekticid)
    - karbofuran (insekticid)
    - karbaril (insekticid)
    - fenobukarb (insekticid)
    - propoksur (insekticid)
    - ferbam (herbicid)
    - mankozeb (herbicid)
    - tiram (herbicid)
    - butilat (fungicid)
    - pebulat (fungicid)
    - metam (fungicid)
    - molinat (fungicid)
    - cikloat (fungicid)
    - vernolat (fungicid)

  - piperidini:
    - donezepil

  - galantamin
- ireverzibilni zaviralci acetilholinesteraze:
  - organofosfati:
    - diazinon (insekticid)
    - klorpirifos (insekticid)
    - malation (insekticid)
    - sarin (živčni strup)
    - soman (živčni strup)
    - ciklosarin (živčni strup)

## Uporaba
Reverzibilni zaviralci acetilholinesteraze se zaradi svojega delovanja na vzdrževanje ravni acetilholina v sinapsah uporabljajo kot pomembna zdravila za zdravljenje alzheimerjeve bolezni, pa tudi pri miasteniji gravis, demenci z lewyjevimi telesci, demenci pri parkinsonovi bolezni ter pri demencah zaradi možganskožilnih bolezni, glavkomu ... Uporabljajo se  kot profilaktično sredstvo proti zastrupitvi z živčnimi strupi. Ireverzibilni (oziroma kvazireverzibilni) zaviralci acetilholinesteraze iz skupine karbamatov se uporabljajo kot insekticidi, fungicidi in herbicidi.
Ireverzibilni zaviralci acetilholinesteraz imajo zaradi kopičenja acetilholina v sinaptični špranji bolj izraženo toksičnost in se uporabljajo kot živčni strupi in eni najbolj razširjenih pesticidov.